# Osiczyna (Oblęgór)
Osiczyna – część wsi Oblęgór w Polsce położona w województwie świętokrzyskim, w powiecie kieleckim, w gminie Strawczyn.
W latach 1975–1998 Osiczyna administracyjnie należała do województwa kieleckiego.